# Etykieta wysyłkowa
Etykieta wysyłkowa – rodzaj etykiety identyfikacyjnej, która służy do oznaczania przesyłek dostarczanych przez pocztę lub innego przewoźnika/firmę kurierską. Etykieta wysyłkowa pomaga opisać i określić zawartość paczki.

## Rozmiar i specyfikacja etykiety wysyłkowej
Każda firma przewozowa/kurierska lub poczta ustala własna wzór etykiety wysyłkowej. Najczęściej stosowane etykiety wysyłkowe mają wymiary 100 × 150/170 mm. Etykiety wysyłkowe wyposażone są w specjalną warstwę samoprzylepną umożliwiającą utrzymywanie etykiety na przesyłce.
Nadruk na etykietach wykonywany jest za pomocą druku termicznego lub druku termotransferowego.
Zestaw podstawowych informacji, które musi zawierać etykieta wysyłkowa:
- adres nadawcy i odbiorcy;
- numer/kod śledzenia w formie numerycznej, kodu kreskowego lub kodu QR;
- data nadania;
- rozmiar i waga paczki;
- sposób wysyłki (np. Express, Standard itp.).

Etykiety wysyłkowe mogą również zawierać informacje o zawartości, szczególnie jeśli dotyczą przesyłek międzynarodowych.

## Indywidualny numer śledzenia na etykiecie wysyłkowej
To unikalny numer identyfikacyjny lub kod przypisany do paczki lub przesyłki. Prezentowany jest w formie tekstowej i formie graficznej w postaci kodu kreskowego lub kodu QR, który jest skanowany w każdym punkcie kontrolnym podczas procesu dostawy paczki.